# Dahaneh-ye Bagh
 (juin 2018).
Dahaneh-ye Bagh (en persan : دهنه باغ romanisé en Dahaneh-ye Bāgh et en Dahaneh-e Bāgh) est un village de la province de Kerman en Iran. Lors du recensement de 2006, sa population était de 30 habitants pour 9 familles.